# Mighty Jets FC
Mighty Jets International Football Club w skrócie Mighty Jets FC – nigeryjski klub piłkarski grający w drugiej lidze nigeryjskiej, mający siedzibę w mieście Dżos.

## Sukcesy
- Premier League[1]:
  - mistrzostwo (1): 1972

- Puchar Nigerii[2]:
  - finalista (2): 1972, 1974

## Występy w afrykańskich pucharach
| Sezon | Rozgrywki                 | Runda | Kraj    | Klub            | Dom | Wyjazd | Dwumecz                   |
| ----- | ------------------------- | ----- | ------- | --------------- | --- | ------ | ------------------------- |
| 1973  | Puchar Mistrzów           | 1     |         | AS Jeanne d’Arc | 2–1 | 0–1    | 2–2                       |
| 1973  | Puchar Mistrzów           | 2     | Zair    | AS Vita Club    | –   | –      | Walkower dla AS Vita Club |
| 1975  | Puchar Zdobywców Pucharów | 1     | Kamerun | Tonnerre Jaunde | 2–2 | 0–0    | 2–2                       |

## Stadion
Domowe mecze klub rozgrywa na stadionie o nazwie New Jos Stadium w Dżos. Stadion może pomieścić 44000 widzów.

## Reprezentanci kraju grający w klubie
Stan na styczeń 2023.
| - Aloysius Atuegbu - Ishola Babatunde - Babajide Dina - Kelechi Emeteole - Seth Mayi | - Kelechi Okoye - Mohammed Baba Otu - Fatai Yekini - Naso Layi |